# Daisias
Daisias (altgriechisch Δαισίας) ist eine Person aus einer antiken attischen Komödie des Dichters Archippos.
Daisias ist einzig von einer bei Athenaios in dessen Gastmahl der Gelehrten überlieferten Stelle einer Archippos-Komödie vom Ende des 4. Jahrhunderts v. Chr. bekannt. Lange Zeit wurde die entsprechende Stelle so gedeutet, dass Daisias ein Toreut (Metallbearbeiter) gewesen sei, und damit gehörte er als historisch-literarische Person zum Untersuchungskanon der Klassischen Archäologie in Bezug auf antike Kunsthandwerker. Mittlerweile wird die entsprechende Stelle anders interpretiert, hiernach war Daisias nur der Verkäufer eines Gefäßes. Noch Paulys Realencyclopädie der classischen Altertumswissenschaft führt ihn als möglichen Produzenten des Gefäßes. Weitere Details zum Leben, etwa die Lebenszeit, sind aus dem Fragment nicht ersichtlich.

## Einzelbelege
1. ↑  Athenaios, Δειπνοσοφισταί (Gastmahl der Gelehrten) 10,424B.

| Personendaten    | Personendaten                                      |
| ---------------- | -------------------------------------------------- |
| NAME             | Daisias                                            |
| KURZBESCHREIBUNG | vermeintlicher antiker griechischer Toreut         |
| GEBURTSDATUM     | 6. Jahrhundert v. Chr. oder 5. Jahrhundert v. Chr. |
| STERBEDATUM      | 5. Jahrhundert v. Chr. oder 4. Jahrhundert v. Chr. |